# Джерманяно
Джерманя̀но (на италиански: Germagnano; на пиемонтски: Germagnan, Джерманян, на окситански: Sen German, Сен Джерман, на френски: Saint-Germain, Сен Джермен) е село и община в Метрополен град Торино, регион Пиемонт, Северна Италия. Разположено е на 485 m надморска височина. Към1 януари 2020 г. населението на общината е 1131 души, от които 98 са чужди граждани.